# Lilla von Bulyovsky

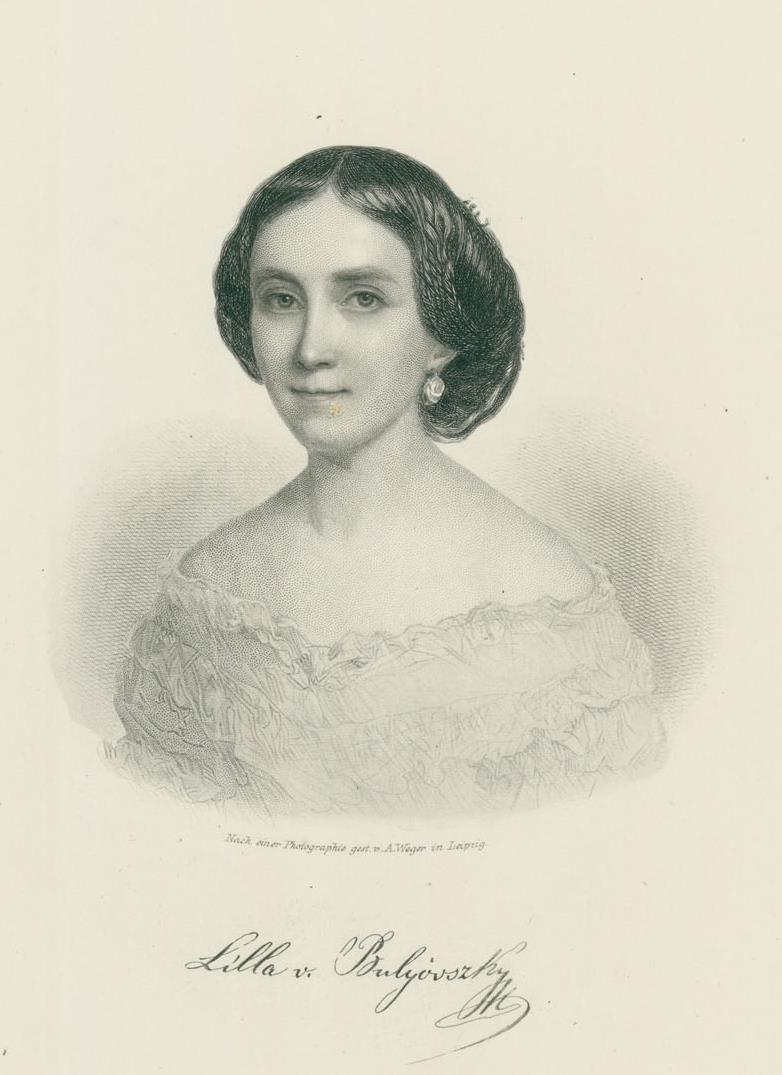
August Weger: Lilla v. Bulyovszky (1855)

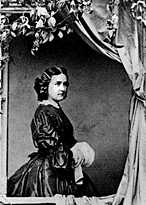
Franz Hanfstaengl: Lilla von Bulyovsky

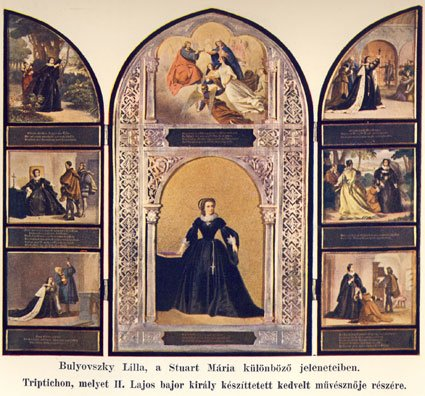
Lilla Bulyovszky in Maria Stuart

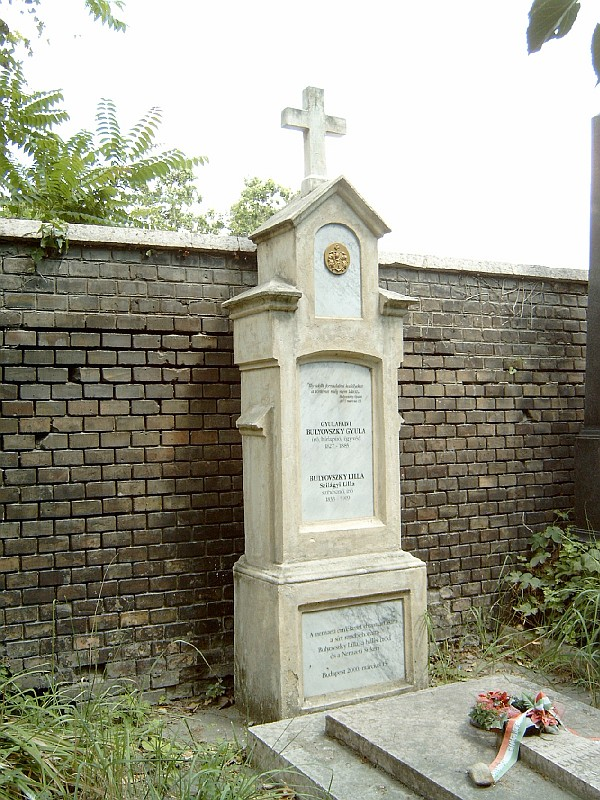
Grab von Gyula und Lilla Bulyovszky auf dem Kerepesi temető in Budapest

Lilla von Bulyovsky, ungarische Schreibweise: Bulyovszky; geborene Lilla von Szilagyi (* 25. Mai 1833 in Klausenburg, Kaisertum Österreich; † 17. Dezember 1909 in Graz, Österreich-Ungarn) war eine ungarisch-österreichische Theaterschauspielerin, Tänzerin und Soubrette, die auch literarisch und als Übersetzerin tätig war.

## Leben
Lilla von Szilagyi, Tochter des Pester Schauspielers Pál Szilágyi (1790–1874), erhielt ihre erste Ausbildung beim Vater. Von 1847 bis 1849 war sie als Tänzerin und Soubrette in Klausenburg engagiert, danach übernahm sie von 1849 bis 1860 tragische Rollen in Pest. 1849 heiratete sie in Pest Gyula Bulyovszky (1827–1883).
Danach wurde sie von Herzog Ernst II. (Sachsen-Coburg und Gotha) nach Gotha zu einem Versuchsgastspiel ans Gothaer Hoftheater engagiert. Es folgte ein Engagement am Hoftheater in Dresden von 1860 bis 1861.
Gastspielreisen führten sie an das Wiener Burgtheater als „Maria Stuart“ und als „Sappho“, sowie an das Berliner Hoftheater als „Emilia Galotti“.
Von 1867 bis 1871 war sie am Hoftheater in München engagiert, 1874 zog sie sich von der Bühne zurück.
Sie übersetzte mehr als 25 Bühnenstücke ins Deutsche, die sie auch überarbeitete.
Sie suchte 1856 Alexandre Dumas in Paris auf, der 1857 sie bei einer Vorstellungsreise in Deutschland begleitete. Dumas veröffentlichte darüber 1860 den Reisebericht Une aventure d’amour.

## Werke (Auswahl)
- Mein Reisetagebuch. Aus dem Ungarischen der Frau L. Bulyovsky. Pest: Emich, 1858
- Lilla Szilágyi: Norvégiából uti Emlékek. Pest, 1866.